# محمد جمال الدين سرور
محمد جمال الدين سرور، مؤرخ ومحقق مصري شغل منصب رئيس مركز إحياء التراث العربي بجامعة القاهرة على مدى 20 عاما وعمل أستاذ التاريخ الإسلامي والحضارة الإسلامية بقسم التاريخ في كلية الآداب - جامعة القاهرة.

## سيرته العلمية
ولد عام 1912، وحصل على الليسانس سنة 1935، والماجستير 1937، والدكتوراه سنة 1943 
من أهم مؤلفاته : رسالته للماجستير عن الظاهر بيبرس وحضارة مصر في عصره، والتي تعد من أوائل الدراسات الأكاديمية العربية في التاريخ الإسلامي والحضارة الإسلامية بجامعة فؤاد الأول (جامعة القاهرة حاليًا) بإشراف أ.د حسن إبراهيم حسن 1937م . 
رسالته للدكتوراه في التاريخ الإسلامي والحضارة الإسلامية عن دولة بنى قلاوون في مصر ، بإشراف أ.د حسن إبراهيم حسن سنة 1943م 
-قيام الدولة العربية الإسلامية في حياة الرسول صلى الله عليه وسلم 
-الحياة السياسية في الدولة العربية الإسلامية خلال القرنين الأول والثانى بعد الهجرة
-النفوذ الفاطمى في جزيرة العرب 
-النفوذ الفاطمى في بلاد الشام والعراق 
-مصر في عصر الدولة الفاطمية 
-دراسات في العلاقات السياسية بين دول الشرق الاسلامى والدولة البيزنطية في العصور الوسطى
-سياسة الفاطمين الخارجية 
-تاريخ الحضارة الإسلامية في الشرق 
فضلا عن مئات المقالات في الصحف والاحاديث الاذاعية وبخاصة لهيئة الإذاعة البريطانية بمصر، والتي كنت أصحبه إليها كثيرا . والاشراف على المئات من الرسائل العلمية للماجستير والدكتوراه ليس بمصر فحسب، ولكن على مستوى العالم العربي 
ويعد كتاب قيام الدولة العربية الإسلامية من أهم كتبه استاذنا الجليل في تاريخ العرب والإسلام والذي يتجلى من قراءته فضل الدعوة الإسلامية على العرب التي جعلت منهم أمة موحده سياسياً ودينياً بعد أن كانوا أن كانوا شعوبا وقبائل متفرقة لاتجمعهم رابلطة دينية ولا يظلمهم نظام موحد، وقد أختص هذا المؤلف الرصيينببحث مظاهر الحياة السياسية والدينية في جزيرة العرب قبل الإسلام، وظهور الدعوة الإسلامية في مطة والجهود التي بذلها الرسول الكريم صلى الله عليه وسلم في نشرها، وما لاقاه في سبيل ذلك من شدائد، اضطرته إلى اتخاذ المدينة دار هجرة للمسلمين، وهناك في المدينة بين لنا كيف وحد الرسول صلى الله عليه وسلم كلمة المسلمين بها، ونظم الحياة العامة فيها، والجهود التي تمت في بسط سلطان الإسلام على بلاد الحجاز، كما اهتم اهتماماً بالغا في تبيان الجهود التي بذلت في توجيه الدعوة الإسلامية إلى خارج بلاد الحجاز لتحقيق ما ورد في القرآن الكريم من مطالبة الناس جميعا بقبول هذا الدين السامى الجديد، فضلا عن جهود الرسول صلى الله عليه وسلم في تأمين حدود بلاد العرب الشمالية وتوطيد سلطان المسلمين بها، وأخيراً توضيح كيف استجابت القبائل العربية لدعوته صلى الله عليه وسلم، وانضوائها تحت لوائه مما ساعد على توديد اركان الدولة العربية 1952 .
تاريخ الحضارة الإسلامية في الشرق أما هذا المؤلف الضخم فيعد بحق من أول ما كتب عن تاريخ الحضارة الإسلامية في الشرق في هذا الوقت المبكر من الدراسات التاريخية الحضارية وهو كتاب شامل جامع عنى فيه أستاذنا الجليل ببحث تطور النظام السياسى في الدولة الإسلامية في عصر نفوذ الأتراك والعوامل التي أدت إلى ضعف وزاول كثير من رسوم الخلافة الإسلامية، كما إهتم فيه بدراسة سياسة البويهين في إقامة سلطانهم بالعراق وموقفهم من الخلفاء العباسيين وحرصهم على مشاركتهم في مظاهر سيادتهم الدينية والسياسية وتطور نظام الوزارة في عهدهم، كما تناول الظروف التي ساعدت على ظهور الدول المستقلة بالشرق، وكيف حافظت هذه الدول على كيانها والسير في طريق الحضارة بعد استقلالها عن الخلافة. 
كما عنى استاذنا الجليل عناية غائقة ببحث تطور النظم الادارية والمالية في الولايات الإسلامية والدواوين التي اختصت بها و المواردالمالية ووجوه الانفاق في مصالح الدولة 
كذلك إهتم بالحالة الاقتصادية وعناية الخلفاء بالزراعة وتقدم الصناعة ومظاهر النشاط التجارى في بلاد المشرق الاسلامى، وفضلا عن ذلك بحث الحالة الاجتماعية وبخاصة عناصر السكان ومظاهر الترف والاحتفال بالأعياد والمواسم الدينية، وكان للحركة العلمية والأدبية نصيب موفور من عنايته وبخاصة خصائص النهضة الثقافية وأشهر رجالها في العراق والدول المستقلة بالشرق، وفي الشام ومصر . 
وهذا السفر العظيم سار على نهجه كل من تطلع لدراسة الحضارة الإسلامية في شتى مجالات من الباحثين والمتطلعين للحصول على الدرجات العلمية الرفيغة . 
ستون عاما قضاها أستاذنا الجليل في الكتابة التاريخية المتأنية الراقية باسلوب رائع وعبارات مركزة وفكرة واضحة اعتمادا واهتماما بالتوثيق المصدرى مما جعل مؤلفاته مراجع هامة أصيلة يعتمد عليها في التوثيق مثلها مثل المصادر تماما . 
لقد سطر بقلمه الرصين تاريخ وحضارة الأمة الإسلامية في عصورها المختلفة، وصارت هناك مدرسة جمال سرور للدراسات التاريخية ارتادها وتتلمذ فيها على يديه أجيال من الباحثين والمفكرين في شتى الوان المعرفة التاريخية، التي تناولت تاريخ الشعوب العربية الإسلامية في الشرق والغرب 
ظل استاذنا الجليل طوال سنوات عمره المباركة عاكفا على الكتابة في شتى المجالات التاريخية والحضارية، وقراره وفحص رسائل ابنائه المتطلعية إلى السمو والرقى العلمى، فضلا عن قراره وفحص مئات الابحاث التي عهد إليه بها لترقية أجيال وأجيال من المدرسين والاساتذة المساعدين بالجامعات المصرية والعربية في شتى اقطار العالم العربي 
أما من الناحية الاجتماعية فقد كان زاهدا فيما عند الناس كان يسكن في بيته المتواضع بشارع كامل صدقى بالفجالة، ولم يغيره طيلة حياته، وملما ذهبت للقائه هناك كانت صورة هائلة تستحوذ على فكرى، د/هت تنتابنى، صورة المفكر الكبير والمؤرخ العظيم الذي تندر حياته كلها لقضايا التاريخ الاسلامى والدفاع عن هوية الأمة وشخصيتها التاريخية وحضارتها.